# Characidium bolivianum

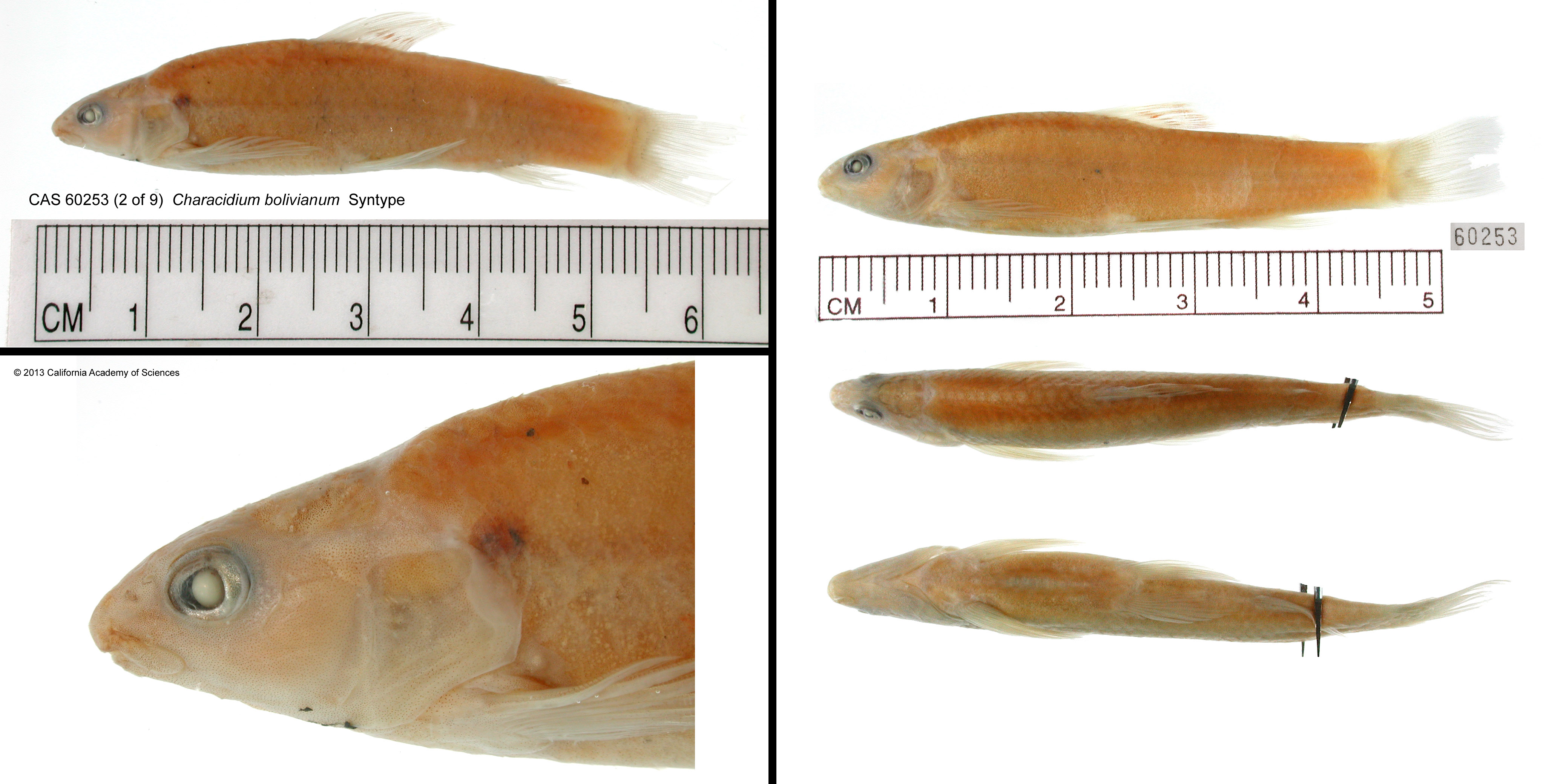
Imatge d'un especimen de Characidium bolivianum, espècie endèmica del riu Madeira.

Characidium bolivianum és una espècie de peix de la família dels crenúquids i de l'ordre dels caraciformes.

## Morfologia
- Els mascles poden assolir 5,3 cm de llargària total.[5]

## Hàbitat
Viu en zones de clima tropical.

## Distribució geogràfica
Es troba a Sud-amèrica: conca del riu Madeira a Bolívia.